# Куно фон Малберг
Куно фон Малберг „Велики“ (на немски: Kuno von Malberg, Herr von Vinstingen; Cuno de Malberg Herr zu Vinstingen; * пр. 1238; † 1262) от фамилията на господарите на Малберг в Айфел, е господар на Финстинген (fr. Fénétrange) в регион Лотарингия.

## Произход
Той е най-големият син на Мербодо II фон Малберг († сл. 1225) и съпругата му Ита фон Мандершайд († 1237), дъщеря на Хайнрих фон Керпен, господар на Унтер-Мандершайд († сл. 1201), и Гертруд († сл. 1201). Брат е на Бруно фон Финстинген († 1270), господар на Финстинген, Хайнрих II фон Финстинген († 1286), архиепископ и курфюрст на Трир (1260 – 1286), Хайлика фон Малберг († пр. 1259), омъжена за Валтер I фон Геролдсек († 1275/1277), Ида фон Малберг († сл. 1225), омъжена пр. 1225 г. за Буркард фон Ванген († сл. 1225), и на Агнес фон Малберг, омъжена пр. 1261 г. за Конрад фон Ристе-Пиерепонт.

## Фамилия
Куно фон Малберг се жени за фон Лайнинген, дъщеря на граф Фридрих II фон Лайнинген († 1237) и графиня Агнес фон Еберщайн († 1263). Те имат осем деца:
- Бруно фон Финстинген-Бракенкопф († пр. 1279 или 30 януари 1285), женен за фон Геролдсек, дъщеря на Симон I фон Геролдсек († 1274) и Аделхайд фон Риксинген († 1272), бездетен
- Йохан I фон Финстинген (* пр. 1270; † 1303), господар на Малберг, Фалкенберг, Финстинген
- Боемунд фон Финстинген († сл. 1285/1286), архидякон и провост на „Св. Паулин“ в Трир
- Хайнрих фон Финстинген (* пр. 1260; † сл. 1287)
- Ормунда фон Финстинген, омъжена за вилдграф Готфрид II Руоф фон Кирбург (* пр. 1279; † пр. 18 ноември 1298), син на вилдграф Емих II фон Кирбург-Шмидтбург († 1283) и Елизабет фон Монфор († 1269)
- Ида/Ита фон Финстинген (* пр. 1288; † между 12 ноември 1296/10 март 1297), омъжена за Рудолф фон Флекенщайн (* пр. 1254; † 1265/1270), син на Хайнрих I фон Флекенщайн († сл. 1259) и Кунигунда фон Барендорф (Бацендорф)
- София фон Финстинген († сл. 1296)
- Елизабет фон Финстинген († сл. 1301), омъжена за граф Хуго IV фон Лютцелщайн († 1304/1315), син на граф Хуго III фон Лютцелщайн († сл. 1283) и Елизабет фон Саарбрюкен († сл. 1271)

## Галерия
- Замък Малберг, 1635
- Дворец Малберг (2012)
- Дворец Финстинген